# Danube Dragons 2004
Questa voce raccoglie le informazioni riguardanti i Danube Dragons nelle competizioni ufficiali della stagione 2004.

## Austrian Football League 2004

### Stagione regolare
| 27 marzo 2004 1ª giornata | Carinthian Falcons | 12 – 55 (0-13 6-15 0-14 6-13) | Danube Dragons | (200 spett.) |

| 3 aprile 2004 2ª giornata | Danube Dragons | 10 – 62 (3-13 7-28 0-14 0-7) | Vienna Vikings | (2048 spett.) |

| 18 aprile 2004 3ª giornata | Danube Dragons | 21 – 49 (0-7 0-14 7-28 14-0) | Tirol Raiders | (600 spett.) |

| 2 maggio 2004 5ª giornata | Danube Dragons | 35 – 7 (7-0 14-0 0-7 14-0) | Carinthian Cowboys | (600 spett.) |

| 12 giugno 2004 10ª giornata | Cineplexx Blue Devils | 20 – 28 (6-7 0-0 0-14 14-7) | Danube Dragons |  |

| 19 giugno 2004 11ª giornata | Graz Giants | 28 – 15 (3-0 19-7 6-0 0-8) | Danube Dragons | (400 spett.) |

### Playoff
| 4 luglio 2004 Semifinale | Vienna Vikings | 55 – 7 (7-0 14-10 21-0 13-14) | Danube Dragons | (2000 spett.) |

## Statistiche di squadra
| Competizione      | %Vittorie | In casa | In casa | In casa | In casa | In casa | In casa | In trasferta | In trasferta | In trasferta | In trasferta | In trasferta | In trasferta | Totale | Totale | Totale | Totale | Totale | Totale |
| Competizione      | %Vittorie | G       | V       | N       | P       | Pf      | Ps      | G            | V            | N            | P            | Pf           | Ps           | G      | V      | N      | P      | Pf     | Ps     |
| ----------------- | --------- | ------- | ------- | ------- | ------- | ------- | ------- | ------------ | ------------ | ------------ | ------------ | ------------ | ------------ | ------ | ------ | ------ | ------ | ------ | ------ |
| Stagione regolare | .500      | 3       | 1       | 0       | 2       | 66      | 118     | 3            | 2            | 0            | 1            | 98           | 60           | 6      | 3      | 0      | 3      | 164    | 178    |
| Playoff           | .000      | 0       | 0       | 0       | 0       | 0       | 0       | 1            | 0            | 0            | 1            | 7            | 55           | 1      | 0      | 0      | 1      | 7      | 55     |
| Totale            | .429      | 3       | 1       | 0       | 2       | 66      | 118     | 4            | 2            | 0            | 2            | 105          | 115          | 7      | 3      | 0      | 4      | 171    | 233    |